# 灰雀屬
灰雀屬 （学名：Pyrrhula）是雀形目鳥類中，雀科的一個小屬。
灰雀屬分布在古北界，屬內所有鳥種皆出現在亞洲，其中有兩種只出現在喜馬拉雅山脈，而歐亞鷽則同時生存在歐亞大陸。早期的估計，族群數量大約只剩120對的亚速尔灰雀被列為極危物種，牠們只分布於亞速群島中的聖米格爾島東部；但在2011年經過仔細的研究調查發現，亚速尔灰雀總數約有1000隻，因此在鳥類紅皮書中建議改成瀕危物種。
透過粒線體DNA細胞色素b的測序顯示，全北界的松雀是本屬親緣最相近的現生種，甚至有人認為松雀可能是本屬的鳥種；不過，更有可能的是，兩者擁有共同的遠祖，各自分化成獨立的分支，互為姐妹群 。大約1千2百萬年前的中新世中期結束時，松雀和灰雀從共同遠祖分開後，前者在美洲展開演化，灰雀則在喜馬拉雅地區開枝散葉，而嶺雀屬看起來也是灰雀這個演化支的一部分。
灰雀擁有亮黑色翅膀和尾羽，搭配白色尾下覆羽；腳趾肉褐色；粗而短的嘴喙用來吃食花枝芽和草籽，嘴喙大部分是黑色，除了褐鷽是灰色到灰綠色。雄鳥大多擁有明顯的橘或紅色前胸。某些鳥種會有黑色頭羽。
法國動物學家馬蒂蘭·雅克·布里松在1760年採用了 Pyrrhula 這個屬名  ，出自1758年林奈為歐亞鷽所命Loxia pyrrhula的重名。

## 物種
本屬共有8種現生種和1種滅絕種:
| 照片或圖繪 | 學名                    | 中文俗名   | 分布                                                           |
| ---------- | ----------------------- | ---------- | -------------------------------------------------------------- |
|            | Pyrrhula aurantiaca     | 橙色灰雀   | 印度和巴基斯坦                                                 |
|            | Pyrrhula erythaca       | 灰頭灰雀   | 不丹、中國、印度、緬甸、尼泊爾                                 |
|            | Pyrrhula owstoni        | 台灣灰鷽   | 台灣                                                           |
|            | Pyrrhula erythrocephala | 紅頭灰雀   | 不丹、印度北部、尼泊爾                                         |
|            | Pyrrhula leucogenis     | 菲律賓灰雀 | 菲律賓                                                         |
|            | Pyrrhula murina         | 亚速尔灰雀 | 聖米格爾島, 位處北大西洋的馬卡羅尼西亞所屬亞速群島             |
|            | Pyrrhula nipalensis     | 褐鷽       | 不丹、中國、印度、馬來西亞、緬甸、尼泊爾、巴基斯坦、台灣和越南 |
|            | Pyrrhula pyrrhula       | 歐亞鷽     | 橫跨歐洲和溫帶亞洲                                             |

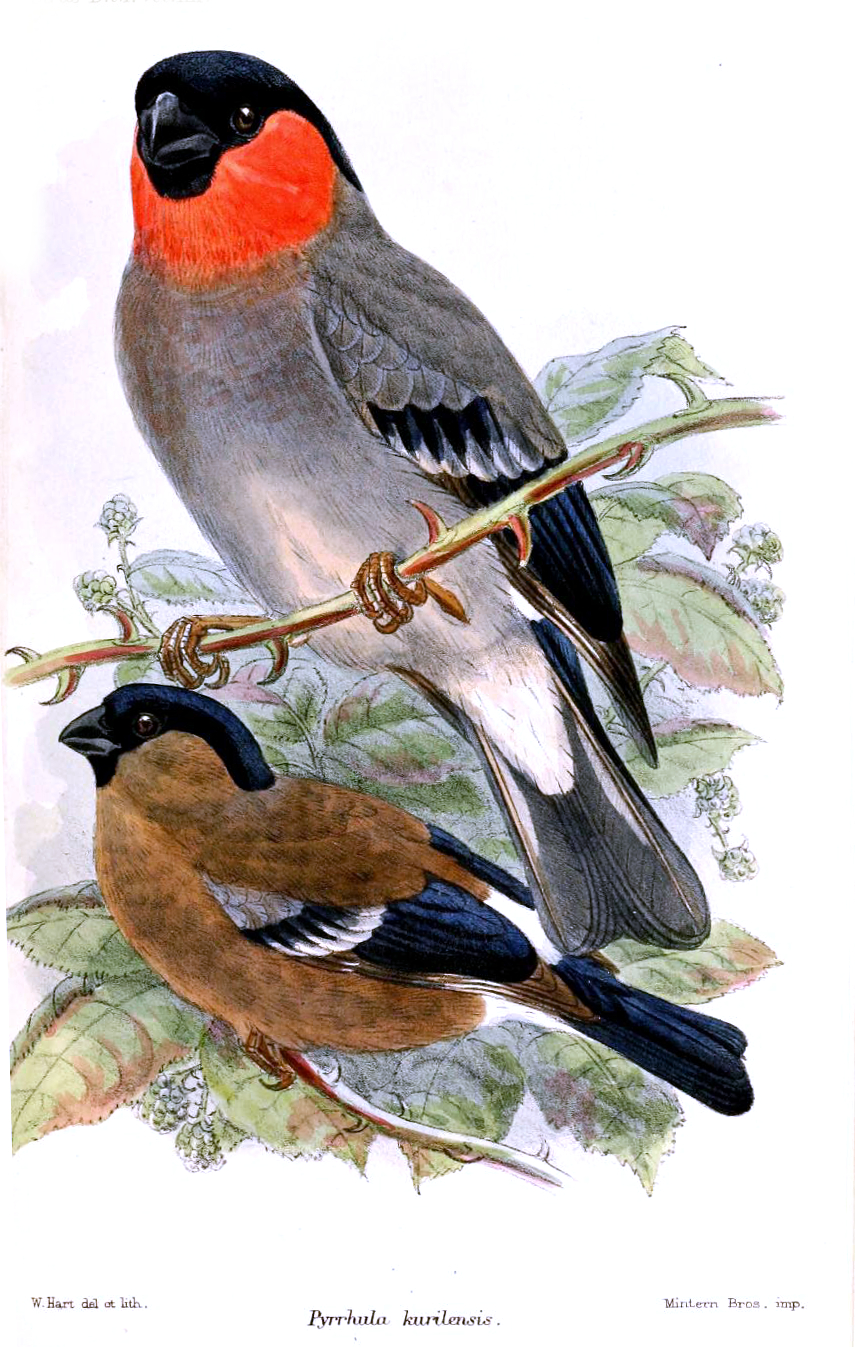
千島群島的灰腹灰雀, 由威廉‧哈特於1888年手繪。

- Pyrrhula crassa Rando, Pieper, Olson, Pereira & Alcover, 2017 [10]
- † 大聖米格爾紅腹灰雀（英语：Greater Azores bullfinch） Pyrrhula crassa [11]